# E-Löschlanze

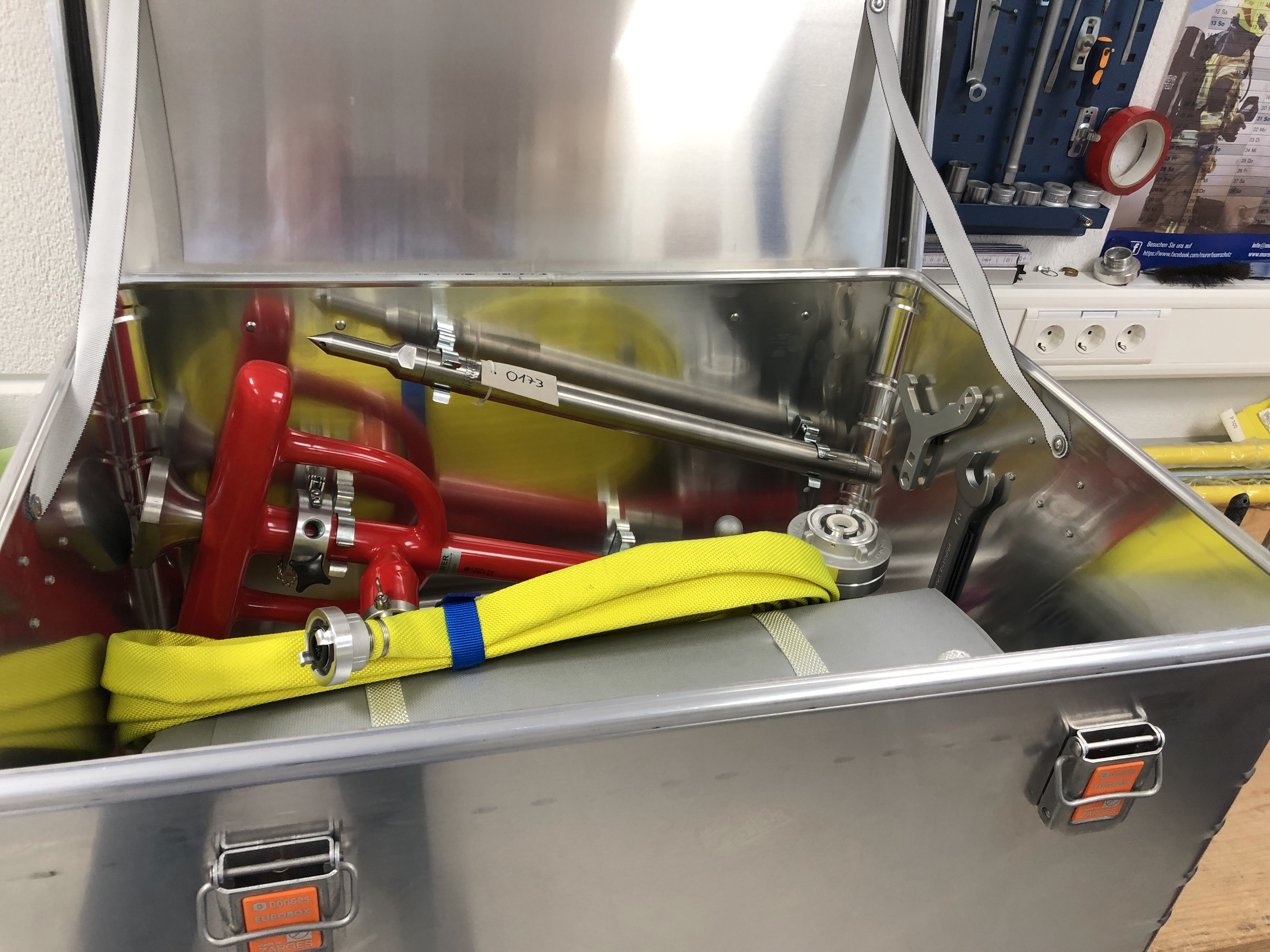
Die E-Löschlanze sowie ergänzende Materialien werden im Feuerwehrfahrzeug in einer genormten Lagerkiste verstaut

Die E-Löschlanze ist ein Löschgerät der Feuerwehr zur Bekämpfung von Brandereignissen mit Lithium-Ionen-Batterien im Fahrzeugbereich. Das Löschgerät besteht aus einem Edelstahlrohr mit isoliertem Griffbereich, oben mittig positioniertem Schlagknopf, einem seitlich oben angebrachten D-Schlauchanschluss sowie einem Verlängerungsrohr und der am unteren Ende angebrachten, besonders gestalteten Lanzenspitze, die Bohrungen enthält, aus der das Löschmittel austritt. Am oberen Rohrbereich ist ein Abstandshalter angebracht.

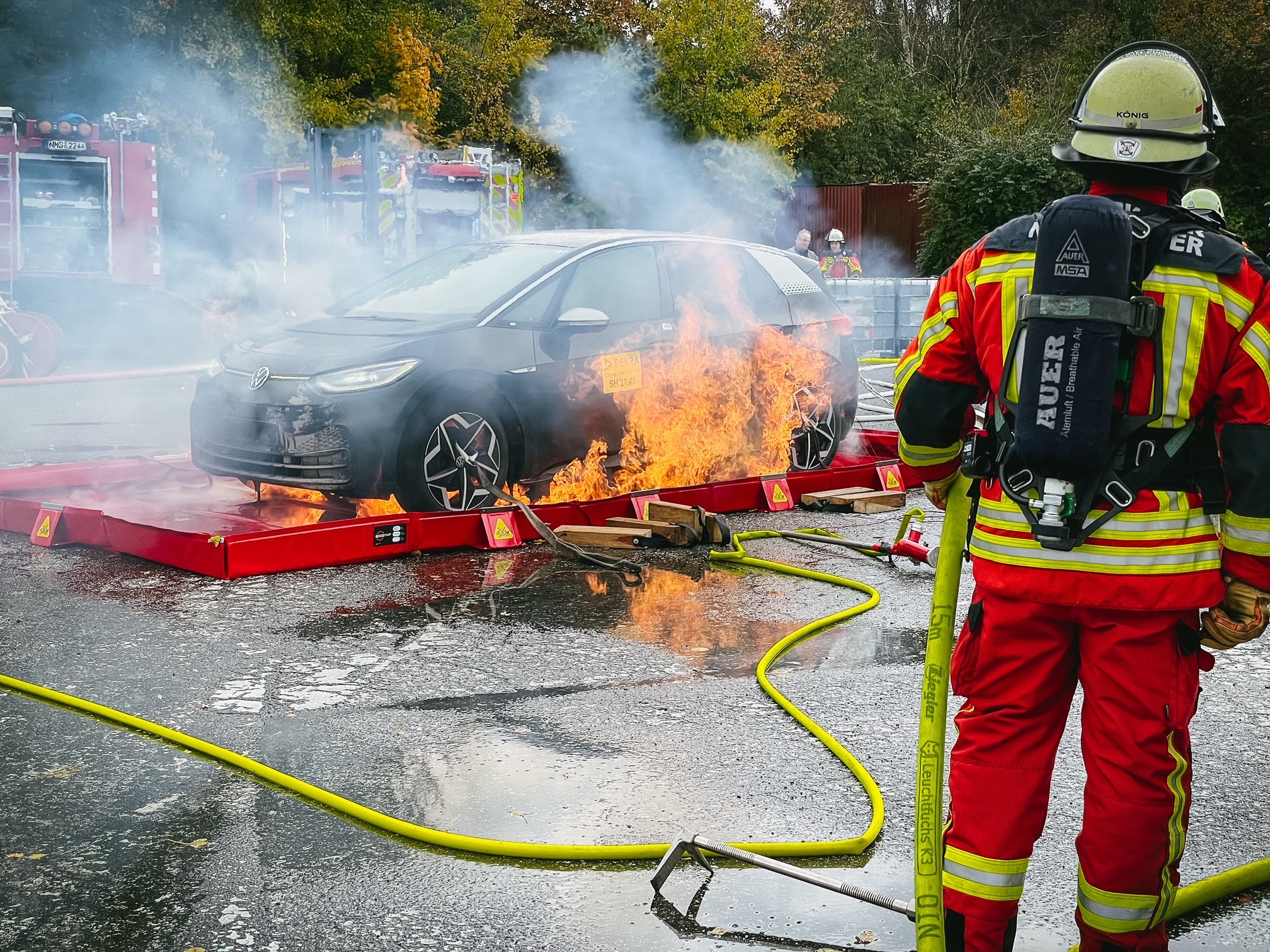
Brandbekämpfung mit der E-Löschlanze beim Brand einer Batterie eines Elektro-PKW

## Einleitung
In den letzten Jahren wurden mehr und mehr elektrisch angetriebene Straßenfahrzeuge in Deutschland zugelassen. Allein im Jahr 2021 sind das nahezu 1,1 Millionen Personenkraftwagen (Pkw) gewesen – damit haben diese Fahrzeuge einen Anteil von 43 % bei den Neuzulassungen. Im Gesamtbestand von 48,25 Millionen Personenkraftwagen in Deutschland waren zum Jahresende 2021 ca. 1,3 Millionen PKW mit Elektro- bzw. Hybrid-Antrieb unterwegs – das entspricht 2,7 % des gesamten Fahrzeugbestandes. Diese Anzahl soll noch immens gesteigert werden, um im Verkehrssektor einen wirksamen Beitrag gegen den Klimawandel zu erzielen. So sieht die im Dezember 2021 geschlossene Koalitionsvereinbarung von SPD, Bündnis 90/Die Grünen sowie FDP vor, 15 Millionen vollelektrisch angetriebene PKW bis zum Jahr 2030 auf die Straße zu bringen.
Die aus Umweltschutzgesichtspunkten nötige Umstellung der Antriebsart beinhaltet jedoch aufgrund der Speicherung von elektrischer Energie neue Herausforderungen an die technische Ausführung und Sicherheit der Fahrzeugkomponenten. So stellt das Hochvolt-Speichersystem, wo vornehmlich Lithium-Ionen-Batterien (LIB) zum Einsatz kommen, eine veränderte Technologie dar, die mit den bisherigen, auf Verbrennungsmotoren fixierten Bauteilen von Fahrzeugen nicht mehr viel gemeinsam hat.
Ein wachsender Anteil an alternativ angetriebenen Kraftfahrzeugen macht jedoch die Wahrscheinlichkeit größer, dass bei einem Unfall- bzw. Brandgeschehen ein Elektrofahrzeug involviert ist. Es rückt damit die Fragestellung immer mehr in den Mittelpunkt, welche Möglichkeiten die Feuerwehr für einen Löscheinsatz bei brennenden Fahrzeugen mit Elektroantrieb hat. Besonders die in Personenkraftwagen (Pkw) wegen ihres hohen Energiespeichervermögens verbauten LIB, die bei einem Brand in Mitleidenschaft gezogen werden können, gilt es schnell sowie effektiv mit dem richtigen Löschmittel zu beaufschlagen. Dabei spielt Wasser eine wichtige Rolle – es muss jedoch möglichst direkt in die Batterie eingebracht werden. Der Einsatz einer E-Löschlanze ist dabei eine gute Möglichkeit, mit wenig Wasser und in adäquater Zeit einen umfassenden Löscherfolg zu erzielen.

## Brandbekämpfung bei Lithium-Ionen-Batterien

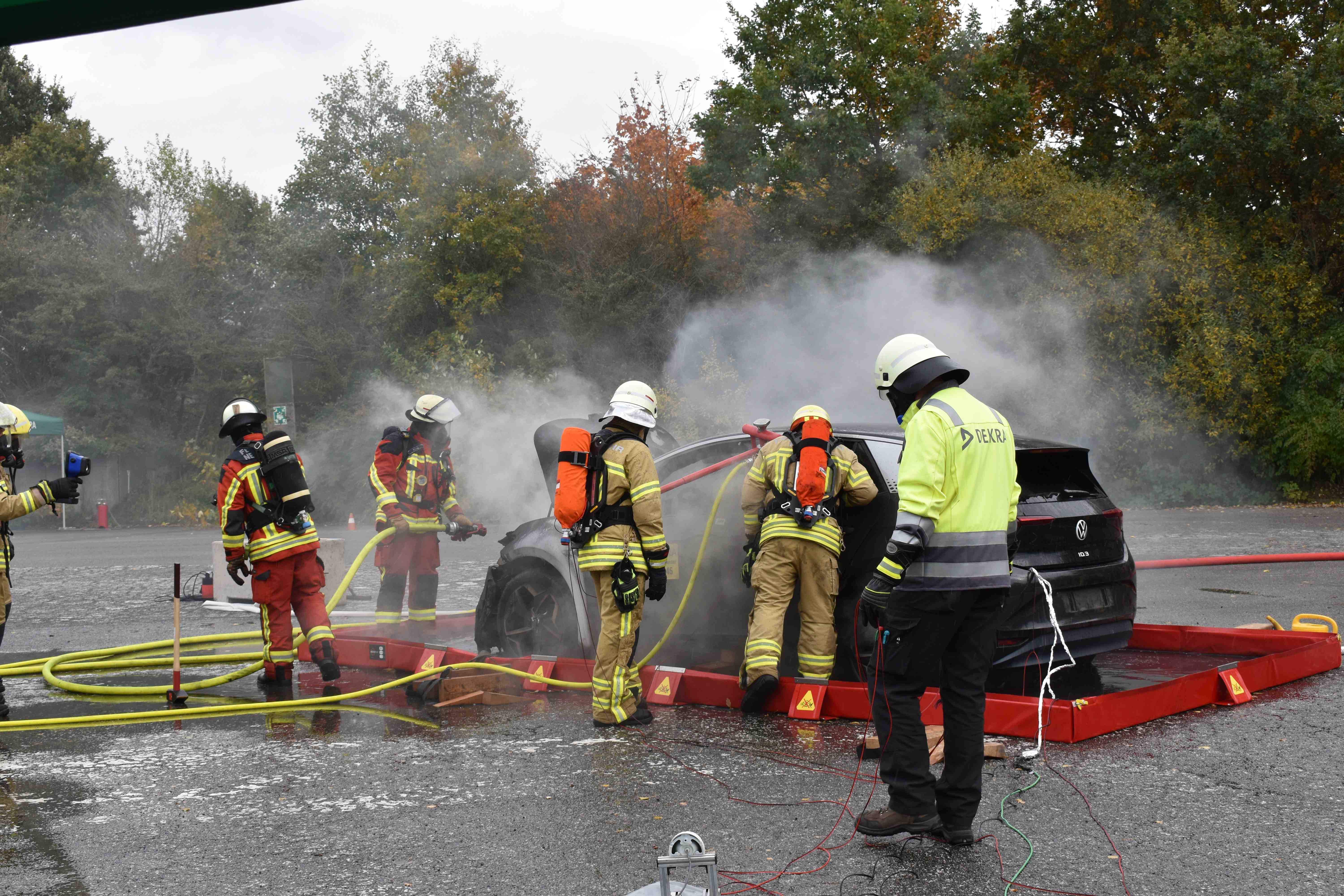
Einsatz der E-Löschlanze beim Brand einer Li-Ionen-Batterie

Moderne Kraftfahrzeuge mit Elektroantrieb nützen aufladbare Li-Ionen-Akkus zur Energiespeicherung für den Antrieb. Das gilt für rein batterieelektrische Fahrzeuge (BEV; battery electric vehicle) als auch für Plug-In-Hybridfahrzeuge (PHEV; plugin-hybrid electric vehicle). Lithiumakkus haben eine hohe Zellenspannung und hohe Energie- und Leistungsdichte pro Masse.
Das Bordnetz von rein verbrennungsmotorisch angetriebenen Kraftfahrzeugen hat typisch 12 oder 24 Volt Spannung.
Die Komponenten des Antriebs von Elektro-Kfz arbeiten hingegen mit Spannungen im Bereich von 60–1500 Volt Gleichspannung. Es wird dafür der Code „Hoch-Volt (HV)“ verwendet.
Die Batterie ist jedoch das zentrale Bauteil – heutzutage kommen für Elektrofahrzeuge ausschließlich Lithium-Ionen-Akkumulatoren zum Einsatz, die über hohe Zellspannungen, Leistungs- und Energiedichten sowie hohe Zyklenfestigkeit beim Aufladevorgang verfügen. Bei den Lithiumenergiespeichern unterscheiden sich jedoch die enthaltenen Energiemengen zum Teil erheblich (siehe Tabelle 1).
Tabelle 1: verschiedene Lithiumenergiespeicher und deren Energiemenge
| Verwendungszweck der Li-Ionen-Batterie | Energieinhalt in Wh    |
| -------------------------------------- | ---------------------- |
| Akku Mobiltelefon                      | ca. 5,5                |
| Akku laptop                            | ca. 60                 |
| Akku E-Bike                            | ca. 600                |
| Speicher für Haushaltsnutzung          | ca. 6 000 bis 20 000   |
| PKW als Elektrofahrzeug                | ca. 20 000 bis 100 000 |
| Großanlage im industriellen Bereich    | ca. 30 000 bis 750 000 |

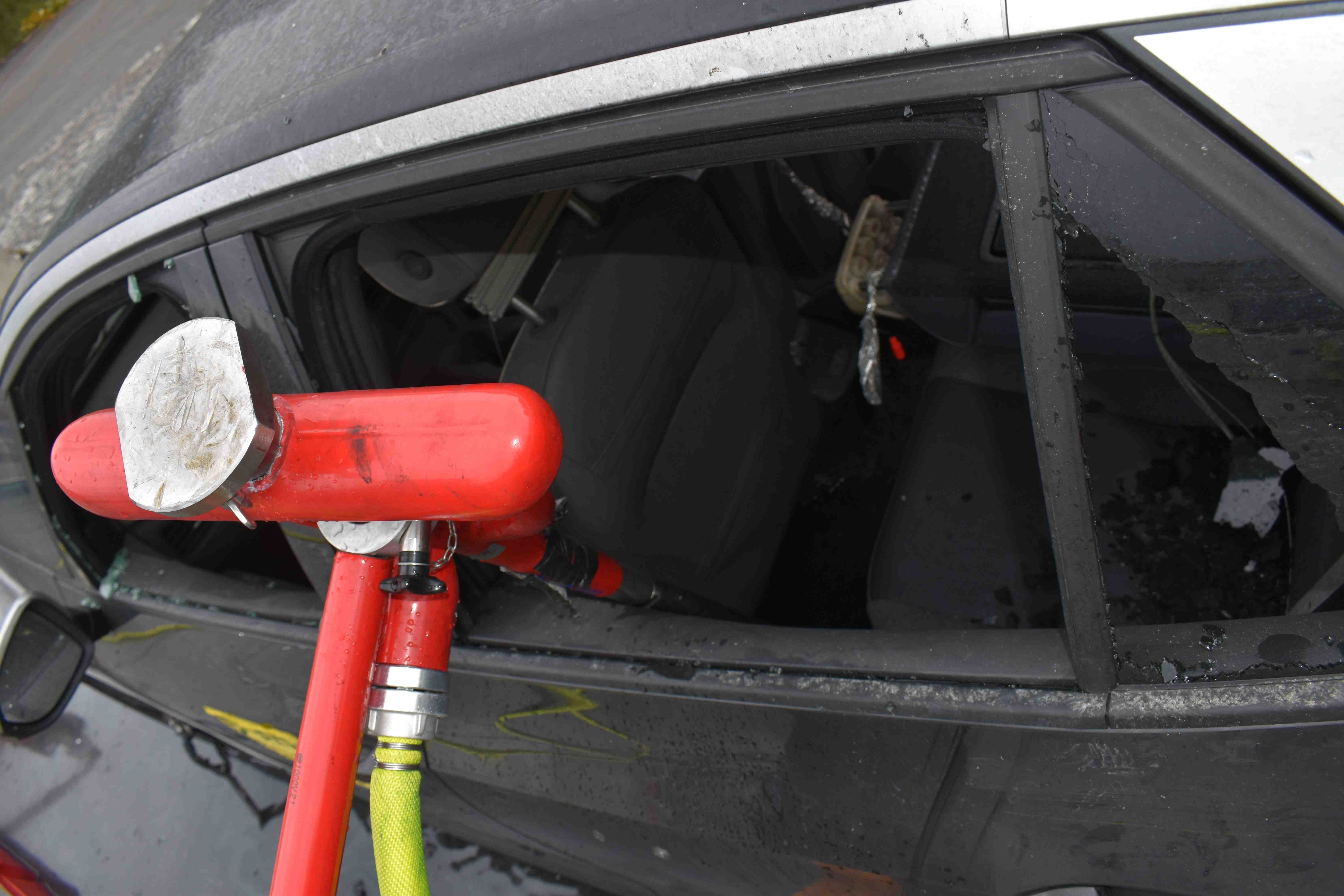
E-Löschlanze wurde in den Fahrzeugboden eingeschlagen

Batterien sind Energiespeicher, die aufgrund einer elektrochemischen Reaktion die gespeicherte Ladung als elektrische Energie abgeben können. Die in den Elektrofahrzeugen verwendeten Lithium-Ionen-Batterien bestehen aus zusammengeschalteten Batteriepacks inklusiv eines Batteriemanagementsystems. Das kleinste Bauteil ist die Batteriezelle mit einer Kathode, die als Aluminiumelektrode mit Lithium und weiteren Metallen wie Nickel, Mangan und Kobalt als Sauerstoffverbindungen (Oxide) beschichtet ist, sowie der aus einer Kupferfolie bestehenden Anode, auf die Graphitschichten aufgebracht sind, dem Elektrolyten, der aus brennbaren Komponenten als Lösungsmittel sowie einem fluorhaltigen Leitsalz zusammengesetzt ist und dem Separator, der die beiden Elektroden elektrisch voneinander isoliert, aber für Ionen durchlässig sein muss.
Im Falle des Versagens eines Lithium-Ionen-Energiespeichers können bei einem Brand (z. B. durch mechanische Deformation, elektrische Überlastung bzw. thermische Beaufschlagung) neben einer hohen Wärmefreisetzung (es entstehen Temperaturen von 900 °C bis 1100 °C) auch entsprechende toxische Gase (z. B. Fluorwasserstoff (HF)), krebserzeugende Stoffe sowie weitere Gefahrstoffe (z. B. Schwermetalle wie Kobalt und Mangan, Phosphorsäure (H3PO4)) in unterschiedlichen Konzentrationen in die Umwelt gelangen. Verhindert werden muss das „thermische Durchgehen“ der Batterie (auch als „thermal runaway“ bezeichnet), nämlich die chemische Reaktion zwischen Speichermaterial sowie Elektrolyt, die sich im weiteren zeitlichen Verlauf durch hohe Wärmeabgabe potenziert. Dabei werden Gase wie Methan, Ethan und Wasserstoff freigesetzt – dies führt zum Aufblähen bzw. Zerbersten der Batteriehülle und die Gase entzünden sich explosionsartig, lösen einen Metallbrand aus und führen in der Regel zum vollständigen Abbrand des gesamten Energiespeichers.
Die Feuerwehren müssen sich deshalb auf Einsätze in Verbindung mit brennenden Elektrofahrzeugen vorbereiten, die Besonderheiten der Antriebstechnik und die daraus resultierenden Gefahren kennen sowie das richtige taktische Vorgehen bei der Brandbekämpfung beherrschen.

## Aufbau und Einsatz der E-Löschlanze

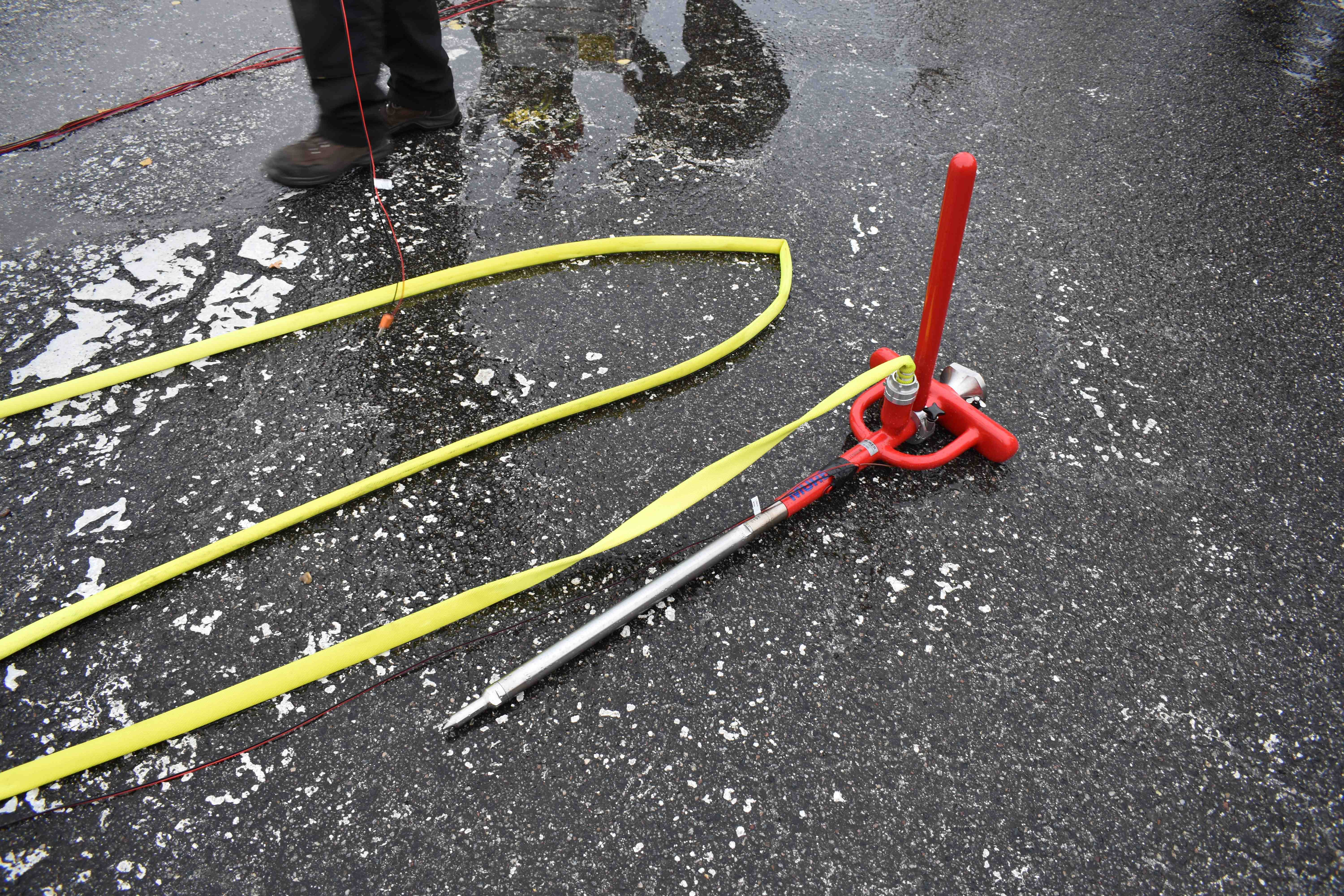
Einsatzbereite E-Löschlanze mit angeschlossenem Druckschlauch

Die E-Löschlanze ist eine taktische sowie technische Neuheit bei der Brandbekämpfung im Zusammenhang mit Lithium-Ionen-Batterien im Fahrzeugbereich. Das Löschgerät besteht aus einem Edelstahlrohr mit isoliertem Griffbereich, oben mittig positionierten Schlagknopf, einem seitlich oben angebrachten D-Schlauchanschluss sowie einem Verlängerungsrohr und der am unteren Ende angebrachten, besonders gestalteten Lanzenspitze, die Bohrungen enthält, aus der das Löschmittel austritt. Es sollte ein Abstandshalter am oberen Rohrbereich angebracht werden.
Um einen Brand im Li-Ionen-Akku zu bekämpfen, muss die E-Löschlanze dazu in die Batterie eingebracht werden und der Brand in den Zellen wird direkt durch das eintretende Wasser aus der Lanzenspitze bekämpft. Dabei ist nur eine geringe Eindringtiefe erforderlich. Die Löschlanze ist aus dem Material Edelstahl hergestellt, speziell verstärkt, isoliert bis 1000 V und in entsprechenden Längen einsetzbar, mit Verlängerungsrohr in den Abmessungen 500 mm, 750 mm oder 1.000 mm. Zum Einhalten der notwendigen Mindestabstände beim Eintreiben der Löschlanze in das Batterieinnere steht ein Abstandshalter zur Verfügung. Das für den Löscheinsatz benötigte Equipment ist in einer für die Feuerwehr besonders geeigneten Transportbox untergebracht und macht so dieses Gerät, auch aus einsatztaktischen Gründen, gut einsetzbar.

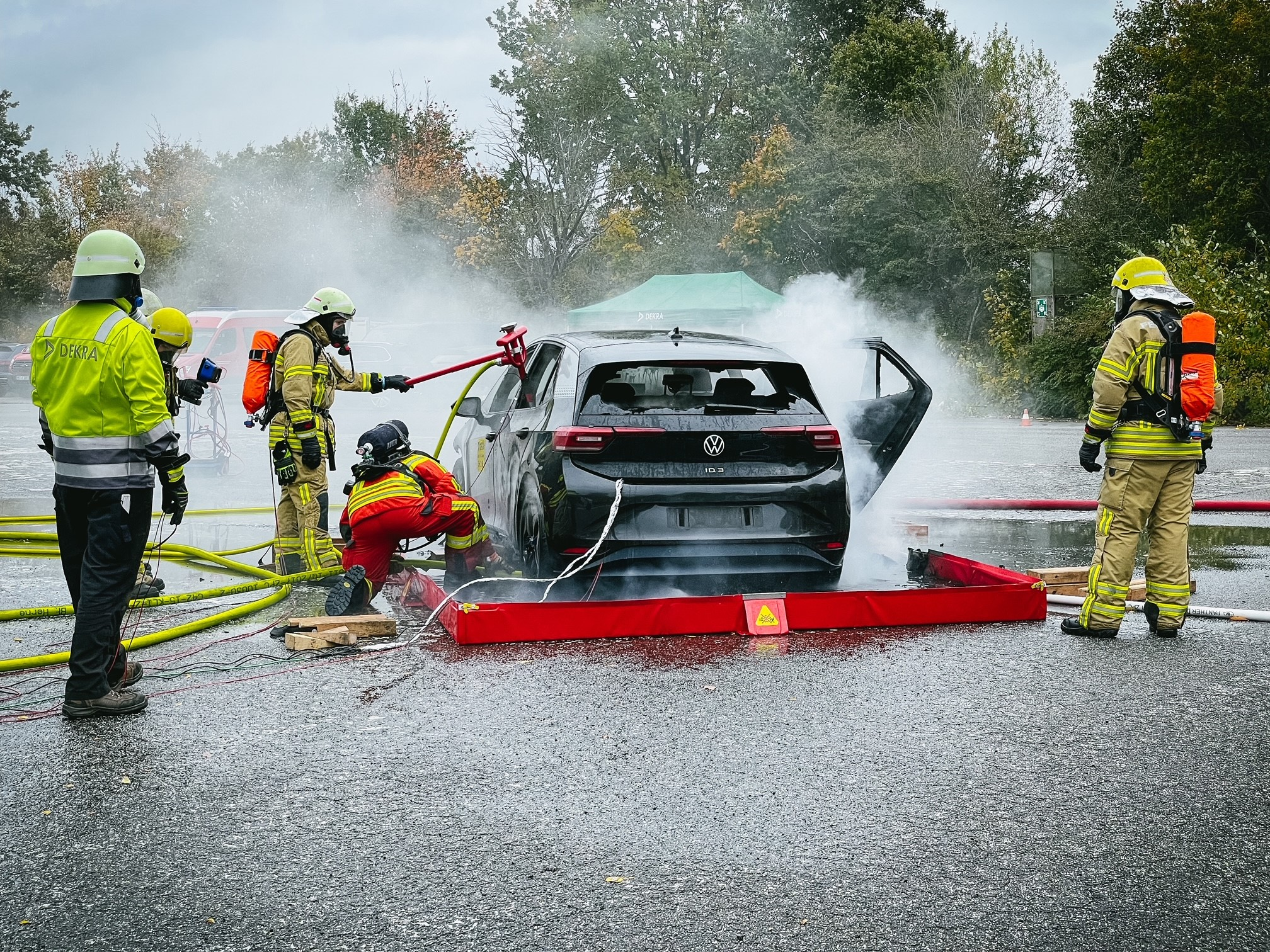
Richtiges taktisches Vorgehen beim Brand einer Li-Ionen-Batterie eines BEV

Folgende zehn Bedienungshinweise sind bei der Vornahme der E-Löschlanze zu beachten:
1. Löschung des in Vollbrand stehenden Fahrzeuges mit Wasser, Netzmittel oder Schaum
2. Kontrolle, ob das Hochvoltsystem des Fahrzeugs laut Rettungsdatenblatt deaktiviert ist. Falls nicht, so ist Deaktivierung nach Herstellerangaben vorzunehmen. Bei Fahrzeugen im Ladezustand ist Trennung von der Ladeleitung laut auf das Fahrzeug bezogenen Rettungsdatenblatt vorzunehmen
3. E-Löschlanze vorbereiten, wenn es Hinweise auf Batteriebrand gibt (z. B. exotherme Reaktion erkennbar)
4. Wahl des richtigen Einschlagortes für die E-Löschlanze am Fahrzeug laut Rettungsdatenblatt vornehmen
5. Montage des Abstandshalters sowie des passenden Verlängerungsrohres an die E-Löschlanze
6. Anschluss des D-Schlauches an die Kupplung der E-Löschlanze
7. Beaufschlagung der E-Löschlanze mit Löschmittel (in der Regel Wasser); optimaler Druck von drei bar an der E-Löschlanze
8. Lanzenspitze der E-Löschlanze in den Batteriekasten mittels Schlagwerkzeug (i. d. R. Vorschlaghammer), das auf die Schlagfläche trifft, eintreiben. Dabei muss Lanzenspitze mit den Löschdüsen sicher in den Batteriekasten eingedrungen sein
9. Löschwirkung setzt entsprechend ein. Ausreichende Abkühlung der Batteriekomponenten nach dem Löschen sicherstellen
10. Nach Einsatzende E-Löschlanze einer Sichtprüfung unterziehen. Evtl. beschädigte Bauteile (z. B. Löschdüse) auswechseln und E-Löschlanze reinigen